# 红毯

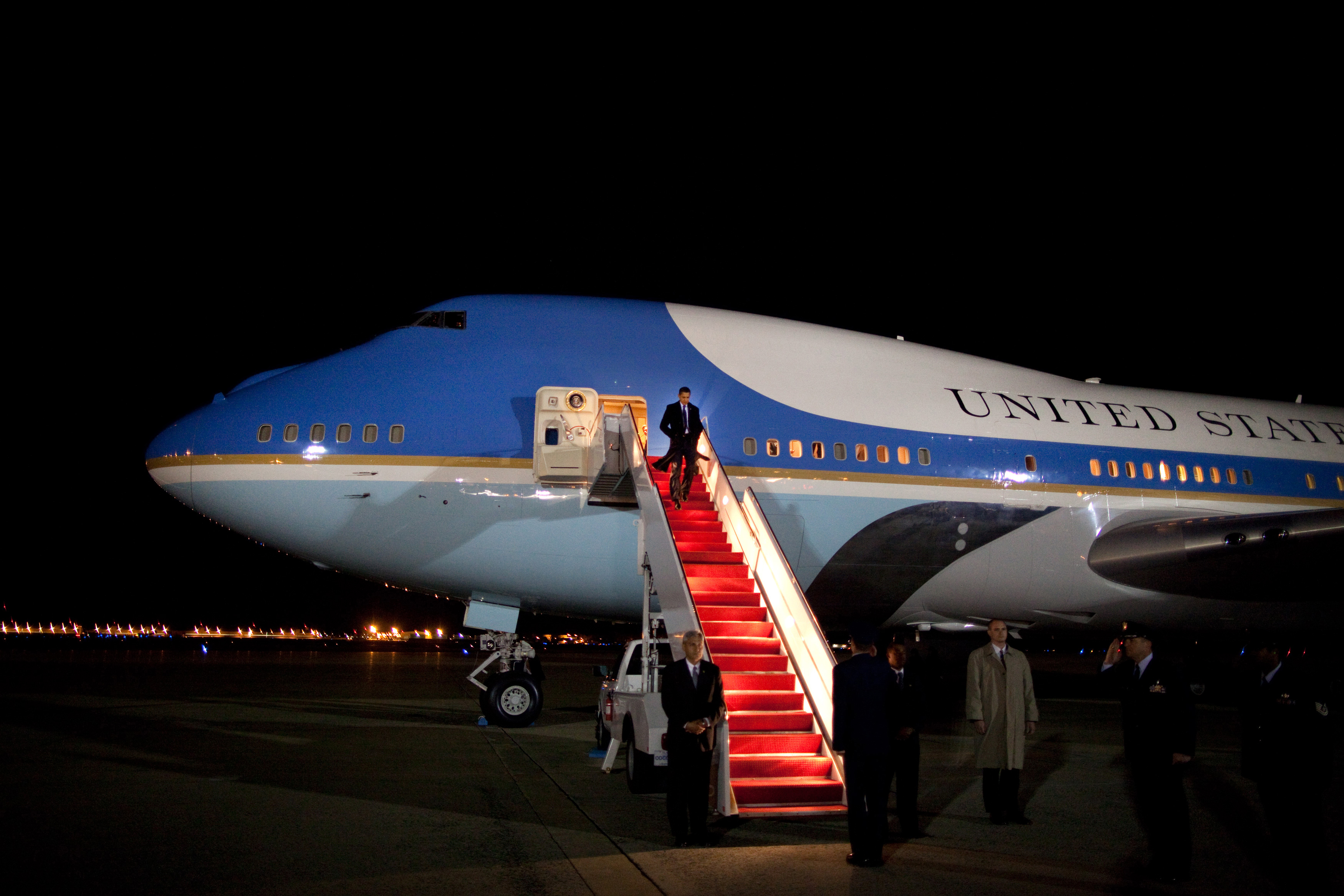
美国總統贝拉克·奥巴马经红毯走出空军一号

红毯（英語：red carpet）在传统上用来标识國家元首在礼仪和正式场合途径的路线，而后来被扩大到重要人物和名流在正式活动中使用，或在新人從婚禮會場入口步入會場時使用。

## 历史

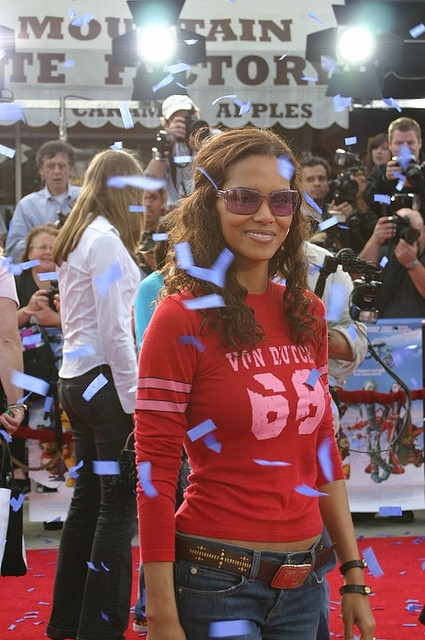
参加电影《機器人歷險記》首映的荷莉·貝瑞。在她的身后是红毯和很多摄影师。

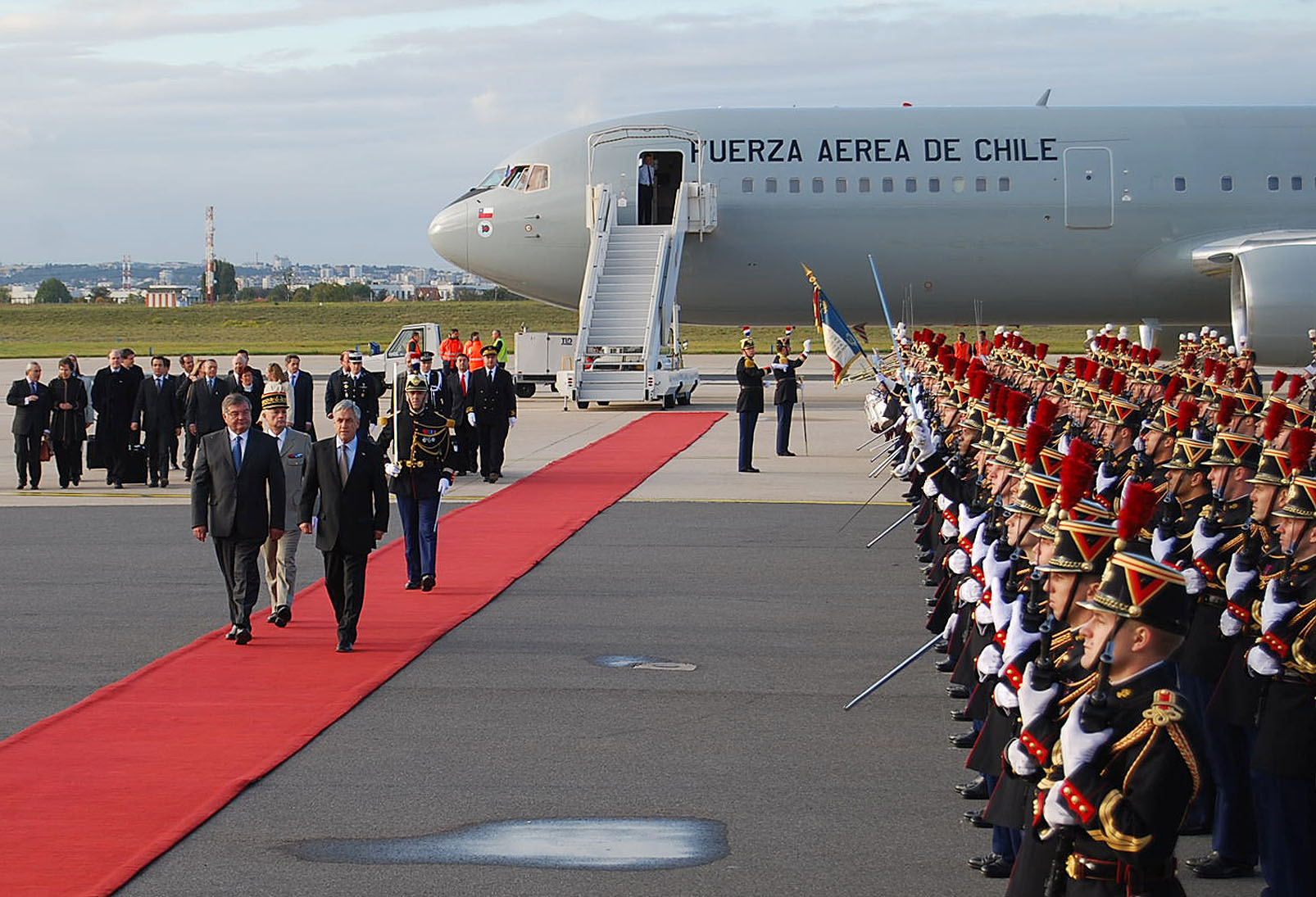
智利总统塞巴斯蒂安·皮涅拉2010年10月抵达巴黎

已知最早的在文学中提到的走红地毯是公元前458年埃斯库罗斯撰写的剧作《阿伽门农》。在主角从特洛伊返回时，他受到了饱含仇恨的妻子克吕泰涅斯特拉以红色道路的迎接：
Now my beloved, step down from your chariot, and let not your foot, my lord, touch the Earth. Servants, let there be spread before the house he never expected to see, where Justice leads him in, a crimson path.
阿伽门农（Agamemnon）知道只有众神才能走在这样奢华的路上，于是诚惶诚恐地回应：
I am a mortal, a man; I cannot trample upon these tinted splendors without fear thrown in my path.
Oriental carpets in Renaissance painting常有图案，但红色往往是其主要的背景颜色，被铺设在王座阶梯，或者统治者、神圣物的台子上。
1821年，欢迎美国总统詹姆士·门罗的仪式上就有一条红地毯。1902年，纽约中央铁路公司使用毛绒的绯红色地毯引导人们登上他们的二十世纪高级快车。这被认为是“red-carpet treatment”（红毯待遇）一词的起源。另外，电影首映式也往往铺设红毯。
展开的红毯也可能有安全问题。2010年教宗本篤十六世迎强风抵达愛丁堡機場对英国进行国事访问时，红毯因健康和安全原因被取消。

## 宣传活动
红地毯也被用于奥斯卡金像奖、葛萊美獎、Met Gala、BAFTA等盛会。虽然颁奖在内部进行，但大部分宣传和热情活动都在外部，记者讨论红毯时装，明星所穿服饰的设计师，以及摄影师拍摄明星照片。这些活动对时尚界来说是一个非常重要的国际性产品展示舞台。红毯活动往往会加上宣传背板，使被摄影时包含品牌标志。
在某些情况下，也可能用其他颜色的地毯代替红色地毯，以彰显正在进行的事业或事件，或者赞助商标志的颜色，例如用绿色地毯宣扬环保意识；尼克频道儿童选择奖的橙色地毯。音樂電視網则为他们的MTV音樂錄影帶大獎使用了蓝色的地毯。
红毯活动上很常见的一项是展板前的重复走动，使赞助商的标志在活动中得到展现。

## 其他
更一般来说，“红毯待遇”和“铺开红毯”是一种为招待做出的特殊努力。